# 木島萌生
木島 萌生（きじま ほうせい、2002年7月1日 - ）は、神奈川県横浜市出身のサッカー選手。メジャーリーグサッカー(MLS)・D.C. ユナイテッド所属。ポジションはMF。

## クラブ歴
横浜市生まれで、12歳の時に渡米してIMGアカデミーに所属した。2020年にウェイクフォレスト大学に進学した。2023年、USLリーグ2に参入したサラソータ・パラダイスでプレーした。
2023年末のMLSスーパードラフトで全体の17番目にセントルイス・シティSCの指名を受けた。2月20日にそのままセントルイス・シティと契約した。同日のCONCACAFチャンピオンズカップ2024のヒューストン・ダイナモ戦で86分に投入されてプロ初出場を果たすと、決勝点を決めてプロ初得点も記録した。MLSでの初出場は3月16日で、アジエル・ジャクソンに代わっての途中出場であった。2024年シーズン、木島はセントルイス・シティのトップチームで20試合に出場し（うち9試合先発）2ゴール2アシストを記録した。木島はまたMLS Next Proリーグに参加しているリザーブチームのセントルイス・シティ2でも13試合に出場し（うち11試合先発）1ゴール5アシストを記録した。
2024年12月11日、サンディエゴFCの2025年シーズンからのMLS参入に伴うエクスパンション・ドラフトにて、サンディエゴFCから指名を受けたが、直後にD.C. ユナイテッドがサンディエゴFCに40万USDの配分金（General Allocation Money）を支払って獲得した。